# Steinhagentor

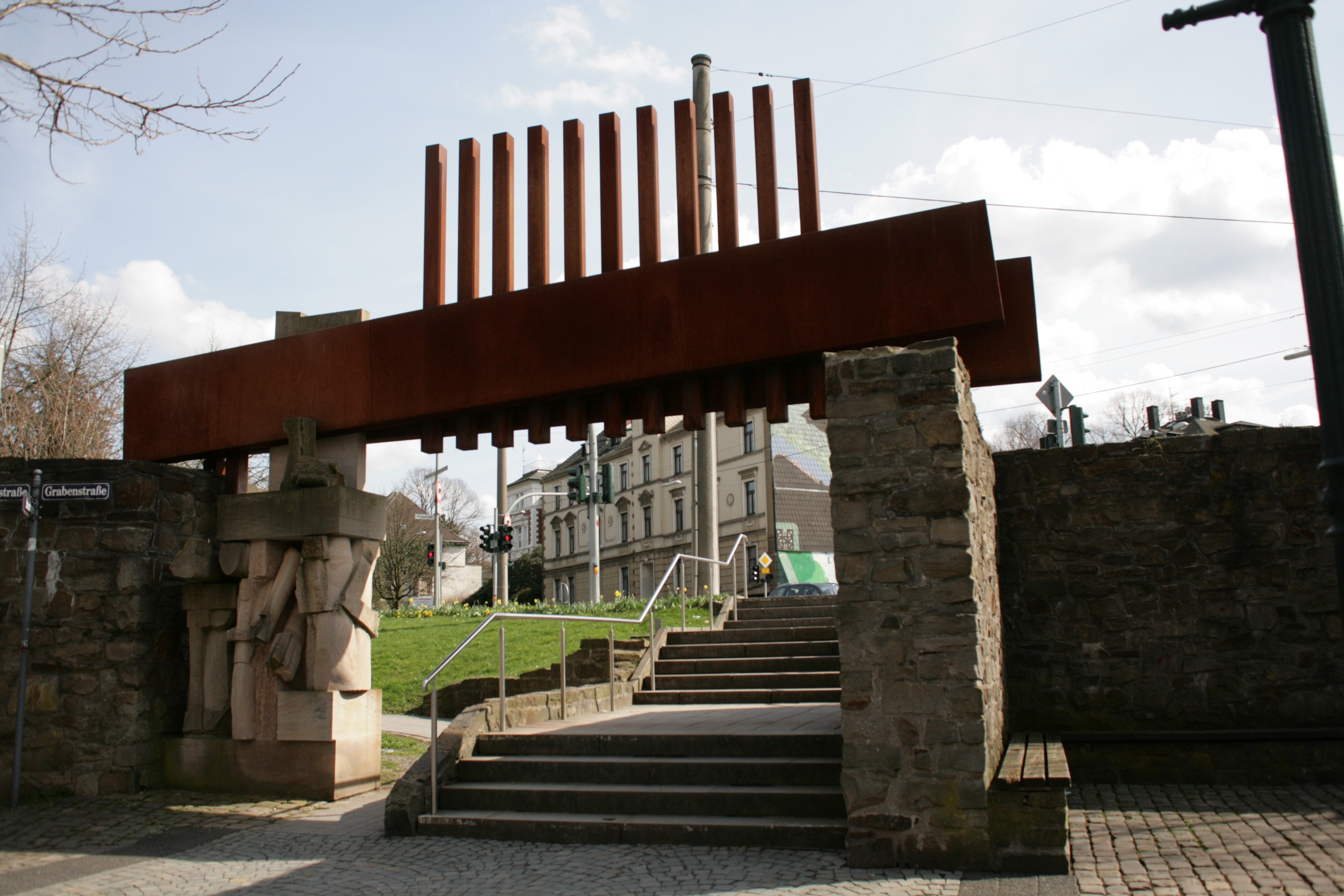
Steinhagentor

Das Steinhagentor war ein Stadttor der Stadtbefestigung Hattingens. Es befand sich etwa am Treppenaufgang an der Ecke Martin-Luther-Straße und Schulstraße. 
Bis in die 1970er Jahre befand sich auf der Straßenkreuzung vor dem Tor eine Verkehrsinsel mit einer Uhr versehenen Werbesäule für das Waschmittel Persil.
Im April 1999 schrieb die Stiftung für Kunst, Kultur und Denkmalpflege der Sparkasse Hattingen einen internationalen Wettbewerb zur künstlerischen Gestaltung des Tores aus. Ausgewählt wurde der Entwurf aus Stahl des Ettlinger Künstlers Voré aus Ettlingen. Es wurde 2003 mit finanzieller Unterstützung der Hattinger Wohnstätten eG realisiert.